# Luiza (opera)
Luiza ((fr.) Louise) - czteroaktowa opera (powieść muzyczna) Gustave’a Charpentiera do własnego libretta kompozytora. Prapremiera utworu odbyła się 2 lutego 1900 w Opéra-Comique w Paryżu.

## Osoby
- Luiza – sopran
- Julian – tenor
- Matka – mezzosopran
- Ojciec – baryton
- Nocny birbant – tenor
- Irma – sopran
- Kamila – sopran
- Gertruda – sopran
- Eliza – sopran
- Gavroche – sopran
- Blanche – sopran
- Suzanne – mezzosopran
- Magdalena – sopran
- Pieśniarz – baryton
- Rzeźbiarz – bas
- Student – tenor
- Poeta – tenor
- Malarz – baryton

## Treść
Miejsce i czas akcji: Paryż roku 1900.

### Akt I
Luiza zakochuje się w swoim sąsiedzie, poecie Julianie. Matka jest przeciwna jest ich związkowi, podczas gdy sprzyja mu ciężko pracujący Ojciec.

### Akt II
Paryż budzi się do życia. Julian zjawia się w szwalni, w której pracuje Luiza i namawia ją, by porzuciła rodziców i przeniosła się do niego. Ostatecznie dziewczyna przystaje na jego propozycję. W pracy staje się przedmiotem kpin ze strony innych szwaczek, zwłaszcza gdy dobiegają odgłosy śpiewanej przez Juliana serenady. Po pracy dziewczyna udaje się do domu swego ukochanego.

### Akt III
Para zamieszkuje na Montmartrze, którego królową ogłoszona zostaje Luiza. Z tej okazji odbywa się biesiada tamtejszej cyganerii. W jej trakcie przychodzi Matka z wiadomością o ciężkiej chorobie Ojca. Julian zgadza się, by Luiza na jakiś czas zamieszkała z rodzicami.

### Akt IV
Po powrocie Luizy Ojciec szybko wyzdrowiał. Ona jednak dusi się w ciasnej atmosferze, jaka panuje w domu rodziców. W końcu postanawia odejść na zawsze do Juliana. Bezsilny Ojciec wygraża bezdusznemu miastu, że zabrało mu jedyne dziecko.

## Charakterystyka
Opera Gustave’a Charpentiera łączy pierwiastki naturalistyczne (odgłosy wielkiego miasta, maszyn do szycia w szwalni) z symbolistycznymi (alegoryczny charakter postaci poza parą głównych bohaterów). Kontynuację losów Juliana stanowi druga opera tego kompozytora – „Julian lub życia poety’’.